# Șantier naval

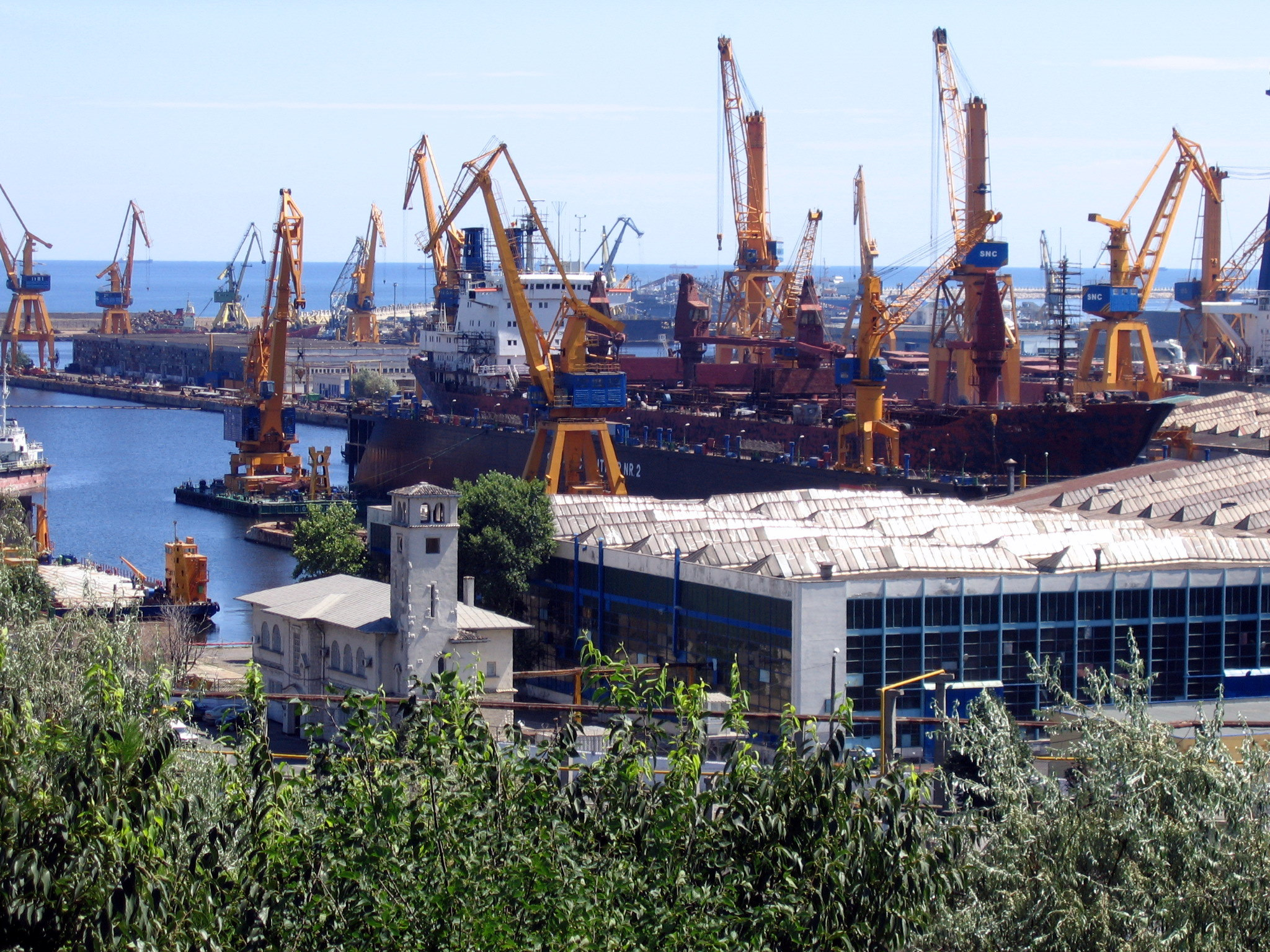
Şantierul Naval Constanţa

Un șantier naval este o întreprindere complexă de construcții și reparații nave cuprinzând: ateliere, cale, docuri, dane și numeroase instalații și mijloace tehnice capabile să asigure desfășurarea întregului proces de concepție, execuție și probe necesar construirii și lansării, precum și reparării navelor.
Amplasarea șantierelor navale se face de regulă în acvatoriul porturilor maritime sau fluviale, sau în apropierea acestora, așa încât spațiul de pe țărm să permită montarea calelor de construcție, atelierelor, docurilor și tuturor instalațiilor tehnice implicate de construcțiile navale moderne, iar adâncimea apei și extinderea suprafeței acesteia să permită lansarea în siguranță a navelor de pe calele de construcție.